# جان-تشارلز ريتشارد بيرغر
جان-تشارلز ريتشارد بيرغر هو سياسي كندي، ولد في 8 ديسمبر 1924 في مدينة كيبك في كندا، وتوفي في 11 فبراير 2001 في لافال في كندا. نشط حزبياً في الحزب الليبرالي الكندي. وقد انتخب عضو مجلس العموم الكندي.